# 有源音箱
有源音箱是一种内置放大器的扬声器。有源音箱可以直接與调音台相連，而且無需再與其他單獨的放大器設備相連。有源音箱体积较小，播放的音量本身不是很大，此類音響主要用於家庭劇院。